# Acide sucrononique
L'acide sucrononique est un édulcorant intense dérivé de la guanidine.
C'est la deuxième substance artificielle la plus sucrée avec un pouvoir sucrant 200 000  fois plus intense que le saccharose (sucre de table) à concentration comparée, la plus sucrante étant le lugduname. Il procure une saveur sucrée chez la plupart des primates. Il a été découvert par une équipe française à Lyon en 1991. Il n'est pas  autorisé comme édulcorant alimentaire.
L'acide sucrononique est un composé artificiel qui fait partie de la famille des acides guaniliques, des guanidines combinées avec un acide acétique, qui sont très sucrés :
- lugduname (230 000 à concentration équivalente) ;
- carrelame (200 000 à concentration équivalente) ;
- bernardame (188 000 à concentration équivalente) ;
- sucrooctate (162 000 à concentration équivalente).